# Tristão da Silva
Manuel Augusto Martins Tristão da Silva (Penha de França, Lisboa, 19 de Julho de 1927 – Lisboa, 10 de janeiro de 1978), mais conhecido como Tristão da Silva, foi um cantor português de fado.

## Biografia
Tristão da Silva nasceu no dia 18 de Julho de 1927, na freguesia da Penha de França, em Lisboa. Era filho do empregado comercial Francisco Tristão da Silva, natural de Alenquer, e de Teodora Augusta Martins, doméstica, natural de Lisboa (freguesia de São Jorge de Arroios).
De origem humilde, iniciou sua carreira em 1937, com apenas 10 anos de idade, no Café Mondego, em Lisboa. Devido à sua idade, só podia atuar nas matinés de domingo e era conhecido como O Miúdo do Alto do Pina, pseudônimo dado ao vencer um concurso realizado no bairro onde morava. De profissão começou por ser serralheiro.
A 6 de abril de 1947, casou civilmente em Lisboa com Isménia de Alegria Rovisco (Santa Maria da Devesa, Castelo de Vide, c. 1925), doméstica, filha do sapateiro João do Rosário Rovisco e de Maria do Bom Sucesso Gargaté, doméstica, ambos também naturais de Castelo de Vide (freguesia de Santa Maria da Devesa). Por sentença de 11 de dezembro de 1958, os dois divorciaram-se litigiosamente.
Adota o nome artístico de Tristão da Silva, com o qual alcança o sucesso em 1954, com as canções Nem às Paredes Confesso e Maria Morena. 
Sua voz ao mesmo tempo grave e suave e seu estilo romântico conquistou muitos fãs. Foi o primeiro artista português a antever as possibilidades das transmissões de rádio como divulgação de seu trabalho e dessa então nova invenção fez largo uso. Em 1955, faz uma digressão à Ilha da Madeira.
Assumiu-se como opositor ao regime de Salazar, mas nunca foi preso por isso, e o seu sucesso nunca foi afectado pelas suas convicções políticas. Em 1956, faz digressões à Espanha e à África. Em 1957, foi o segundo artista a se apresentar na RTP, em um programa transmitido na Feira Popular de Lisboa. Vai para o Brasil em 1961 e vive por lá até 1965, quando regressou a Portugal. Durante esse período na América do Sul, se apresentou na Bolívia, Chile, Paraguai, Argentina, Uruguai e Peru. 
Faleceu em 1978 num acidente de automóvel.

## Prémios e reconhecimento
Ganha o Prémio Sassy em 1961, durante a sua estadia no Brasil. 
Um dos jardins de Lisboa, localizado no Alto do Pina, recebeu o seu nome em 2004. 

## Maiores sucessos
- Nem às Paredes Confesso
- Maria Morena
- Da Janela do Meu Quarto
- Calçada da Glória
- Aquela Janela Virada Pró Mar
- Ai Se Os Meus Olhos Falassem
- Fado Tristão